# Férfi kajak négyes 1000 méter a 2012. évi nyári olimpiai játékokon
A 2012. évi nyári olimpiai játékokon a kajak-kenu férfi kajak négyes 1000 méteres versenyszámát augusztus 7. és 9. között rendezték Eton Dorney-ben. A versenyt az ausztrál négyes nyerte meg. A Kammerer Zoltán, Tóth Dávid, Kulifai Tamás, Pauman Dániel összeállítású magyar négyes ezüstérmet szerzett.

## Versenynaptár
Az időpontok helyi idő szerint, zárójelben magyar idő szerint olvashatóak.
| Dátum                         | Időpont       | Forduló  |
| ----------------------------- | ------------- | -------- |
| 2012. augusztus 7., kedd      | 9:30 (10:30)  | Előfutam |
| 2012. augusztus 7., kedd      | 11:01 (12:01) | Elődöntő |
| 2012. augusztus 9., csütörtök | 9:48 (10:48)  | Döntő    |

## Eredmények

### Előfutamok
A két futamból az első helyezettek az A-döntőbe jutottak, a többiek az elődöntőbe kerültek.
| Helyezés | Nemzet                                                                               | Idő      | Mj       |
| 1. futam | 1. futam                                                                             | 1. futam | 1. futam |
| -------- | ------------------------------------------------------------------------------------ | -------- | -------- |
| 1.       | Szlovákia (SVK) · Peter Gelle · Martin Jankovec · Vlček Erik · Tarr György           | 2:55,173 | Q        |
| 2.       | Németország (GER) · Marcus Groß · Norman Bröckl · Tim Wieskötter · Max Hoff          | 2:56,987 |          |
| 3.       | Dánia (DEN) · Kim Wraae Knudsen · René Holten Poulsen · Emil Stær · Kasper Bleibach  | 3:05,134 |          |
| 4.       | Románia (ROU) · Traian Neagu · Toni Ioneticu · Ştefan Vasile · Petrus Gavrila        | 3:12,371 |          |
| 5.       | Szerbia (SRB) · Milenko Zorić · Ervin Holpert · Aleksandar Aleksić · Dejan Terzić    | 3:21,437 |          |
| 2. futam |                                                                                      |          |          |
| 1.       | Magyarország (HUN) · Kammerer Zoltán · Tóth Dávid · Kulifai Tamás · Pauman Dániel    | 2:54,153 | Q        |
| 2.       | Csehország (CZE) · Daniel Havel · Lukáš Trefil · Josef Dostál · Jan Štĕrba           | 2:54,267 |          |
| 3.       | Ausztrália (AUS) · Tate Smith · Dave Smith · Murray Stewart · Jacob Clear            | 2:59,789 |          |
| 4.       | Oroszország (RUS) · Ilja Medvegyev · Anton Vasziljev · Anton Rjahov · Oleg Zsesztkov | 3:04,781 |          |
| 5.       | Kína (CHN) · Zhang Hongpeng · Zhou Peng · Shen Jie · Huang Zhipeng                   | 3:14,234 |          |

### Elődöntő
Az első helyezettek jutottak a döntőbe.
| Helyezés | Nemzet                                                                               | Idő      | Mj |
| -------- | ------------------------------------------------------------------------------------ | -------- | -- |
| 1.       | Ausztrália (AUS) · Tate Smith · Dave Smith · Murray Stewart · Jacob Clear            | 2:52,505 | Q  |
| 2.       | Németország (GER) · Marcus Groß · Norman Bröckl · Tim Wieskötter · Max Hoff          | 2:53,575 | Q  |
| 3.       | Csehország (CZE) · Daniel Havel · Lukáš Trefil · Josef Dostál · Jan Štĕrba           | 2:53,984 | Q  |
| 4.       | Oroszország (RUS) · Ilja Medvegyev · Anton Vasziljev · Anton Rjahov · Oleg Zsesztkov | 2:54,303 | Q  |
| 5.       | Románia (ROU) · Traian Neagu · Toni Ioneticu · Ştefan Vasile · Petrus Gavrila        | 2:55,027 | Q  |
| 6.       | Dánia (DEN) · Kim Wraae Knudsen · René Holten Poulsen · Emil Stær · Kasper Bleibach  | 2:56,003 | Q  |
| 7.       | Szerbia (SRB) · Milenko Zorić · Ervin Holpert · Aleksandar Aleksić · Dejan Terzić    | 2:56,346 |    |
| 8.       | Kína (CHN) · Zhang Hongpeng · Zhou Peng · Shen Jie · Huang Zhipeng                   | 3:00,315 |    |

### Döntő
| Helyezés | Nemzet                                                                               | Idő      |
| -------- | ------------------------------------------------------------------------------------ | -------- |
| Arany    | Ausztrália (AUS) · Tate Smith · Dave Smith · Murray Stewart · Jacob Clear            | 2:55,085 |
| Ezüst    | Magyarország (HUN) · Kammerer Zoltán · Tóth Dávid · Kulifai Tamás · Pauman Dániel    | 2:55,699 |
| Bronz    | Csehország (CZE) · Daniel Havel · Lukáš Trefil · Josef Dostál · Jan Štĕrba           | 2:55,850 |
| 4.       | Németország (GER) · Marcus Groß · Norman Bröckl · Tim Wieskötter · Max Hoff          | 2:56,172 |
| 5.       | Dánia (DEN) · Kim Wraae Knudsen · René Holten Poulsen · Emil Stær · Kasper Bleibach  | 2:56,542 |
| 6.       | Szlovákia (SVK) · Peter Gelle · Martin Jankovec · Vlček Erik · Tarr György           | 2:56,771 |
| 7.       | Oroszország (RUS) · Ilja Medvegyev · Anton Vasziljev · Anton Rjahov · Oleg Zsesztkov | 2:57,375 |
| 8.       | Románia (ROU) · Traian Neagu · Toni Ioneticu · Ştefan Vasile · Petrus Gavrila        | 2:58,223 |